# Félix Welkenhuysen
Félix Welkenhuysen (ur. 12 grudnia 1908 w Saint-Gilles, zm. 20 kwietnia 1980) – belgijski piłkarz, reprezentant kraju, grający na pozycji obrońcy.

## Kariera klubowa
Podczas kariery klubowej występował w latach 1926–1943 w Royale Union Saint-Gilloise. Według statystyk, w 245 występach w koszulce Les Unionistes, strzelił 9 bramek. Trzykrotnie świętował z klubem Mistrzostwo Belgii  w sezonach 1932/33, 1933/34 i 1934/35.
| Sezon   | Klub                        | Kraj   | Rozgrywki     | Mecze | Bramki |
| ------- | --------------------------- | ------ | ------------- | ----- | ------ |
| 1926/27 | Royale Union Saint-Gilloise | Belgia | Eerste klasse | 3     | 0      |
| 1927/28 | Royale Union Saint-Gilloise | Belgia | Eerste klasse | 14    | 0      |
| 1928/29 | Royale Union Saint-Gilloise | Belgia | Eerste klasse | 18    | 1      |
| 1929/30 | Royale Union Saint-Gilloise | Belgia | Eerste klasse | 10    | 0      |
| 1930/31 | Royale Union Saint-Gilloise | Belgia | Eerste klasse | 4     | 0      |
| 1931/32 | Royale Union Saint-Gilloise | Belgia | Eerste klasse | 24    | 2      |
| 1932/33 | Royale Union Saint-Gilloise | Belgia | Eerste klasse | 26    | 2      |
| 1933/34 | Royale Union Saint-Gilloise | Belgia | Eerste klasse | 26    | 1      |
| 1934/35 | Royale Union Saint-Gilloise | Belgia | Eerste klasse | 25    | 0      |
| 1935/36 | Royale Union Saint-Gilloise | Belgia | Eerste klasse | 26    | 2      |
| 1936/37 | Royale Union Saint-Gilloise | Belgia | Eerste klasse | 19    | 1      |
| 1937/38 | Royale Union Saint-Gilloise | Belgia | Eerste klasse | 22    | 0      |
| 1938/39 | Royale Union Saint-Gilloise | Belgia | Eerste klasse | 2     | 0      |
| 1939/40 | Royale Union Saint-Gilloise | Belgia | Eerste klasse |       |        |
| 1940/41 | Royale Union Saint-Gilloise | Belgia | Eerste klasse |       |        |
| 1941/42 | Royale Union Saint-Gilloise | Belgia | Eerste klasse | 11    | 0      |
| 1942/43 | Royale Union Saint-Gilloise | Belgia | Eerste klasse | 15    | 0      |

## Kariera reprezentacyjna
Welkenhuysen zadebiutował w reprezentacji 25 lutego 1934 w spotkaniu z Irlandią, przegranym 2:3. 
W tym samym roku został powołany na Mistrzostwa Świata. Podczas turnieju zagrał w meczu z reprezentacją Niemiec, przegranym 2:5. Było to ostatnie spotkanie w kadrze Belgii, dla której łącznie zagrał w 4 spotkaniach. 
| Mecze i gole w reprezentacji | Mecze i gole w reprezentacji | Mecze i gole w reprezentacji | Mecze i gole w reprezentacji | Mecze i gole w reprezentacji | Mecze i gole w reprezentacji | Mecze i gole w reprezentacji |
| #                            | Data                         | Miasto                       | Przeciwnik                   | Gol                          | Wynik                        | Rozgrywki                    |
| ---------------------------- | ---------------------------- | ---------------------------- | ---------------------------- | ---------------------------- | ---------------------------- | ---------------------------- |
| 1.                           | 25.02.1934                   | Dublin                       | Irlandia                     |                              | 4:4                          | El. MŚ 1934                  |
| 2.                           | 11.03.1934                   | Amsterdam                    | Holandia                     |                              | 3:9                          | towarzyski                   |
| 9.                           | 29.04.1934                   | Antwerpia                    | Holandia                     |                              | 2:4                          | El. MŚ 1934                  |
| 10.                          | 27.05.1934                   | Florencja                    | III Rzesza                   |                              | 2:5                          | MŚ 1934                      |

## Sukcesy
Royale Union
- Mistrzostwo Belgii (3): 1932/33, 1933/34, 1934/35